# Иванов-Сокольский, Михаил Михайлович
Михаил Михайлович Иванов-Сокольский (1899—1984) — советский композитор, дирижёр и музыкальный педагог; заслуженный деятель искусств Казахстана (1979).

## Биография
Родился 13 октября 1899 года в столице Российской империи городе Санкт-Петербурге.
В 1924 году был выпущен из капельмейстерского класса 8-й Петроградской пехотной школы Красных командиров.
В 1930 году успешно окончил инструкторско-педагогическое отделение Петербургской консерватории и факультет оперно-симфонического дирижирования (1933).
В 1933—1937 гг. — дирижёр Санкт-Петербургского театра оперы и балета.
В 1937—1838 был дирижером Уйгурского театра музыкальной комедии в Алматы (ныне Государственный республиканский уйгурский театр музыкальной комедии имени К. Кужамьярова).
В 1938—1940 гг. занимал пост главного дирижёра симфонического оркестра Казахской филармонии, который создал вместе с Л. М. Шаргородским.
В 1940—1942 гг. музыкант работал заместителем художественного руководителя ансамбля песни и танца РСФСР в Ленинграде.
С 1942 жил в городе Алма-Ате. С 1942 по 1955 год был преподавателем Алматинского музыкального училища. В 1947 году вступил в Коммунистическую партию Советского Союза.
С 1955 по 1960 год был музыкальным педагогом в Алматинской консерватории (ныне Казахская национальная консерватория).
Автор героического марша «Амангельды батыр» (1945), патетического фортепианного трио, поев, памяти Маншук Маметовой (1956), поэмы «О чём пел Жамбыл» (1960), вокально-симфонической поэмы «Великий зодчий» (1969), цикла песен «Над степью Семиречья» (1938), «Магистраль юности» (1939) и др. Помимо этого Иванов-Сокольский писал музыку к спектаклям.
Умер 30 января 1984 года в городе Алма-Ате.
Заслуги Иванова-Сокольского были отмечены орденом Красной Звезды и званием Заслуженный деятель искусств Казахстана.